# Habib Bourguiba
Habib Bourguiba (Monastir, 3 de Agosto de 1903 — Monastir, 6 de Abril de 2000) foi um advogado, líder nacionalista e estadista tunisiano que liderou o país de 1956 a 1957 como primeiro-ministro do Reino da Tunísia (1956-1957) e depois como o primeiro presidente da Tunísia (1957-1987). Antes de sua presidência, ele levou a nação à independência da França, acabando com o protetorado de 75 anos e ganhando o título de "Combatente Supremo".

## Biografia
Nascido em Monastir em uma família pobre, ele frequentou o Sadiki College e depois o Lycée Carnot em Túnis, antes de obter seu bacharelado em 1924. Formou-se na Universidade de Paris e no Instituto de Estudos Políticos de Paris (Sciences Po) em 1927 e retornou a Túnis para exercer a advocacia. No início da década de 1930, envolveu-se na política nacional anticolonial e tunisina, juntando-se ao partido Destour e co-fundando o Neo Destour em 1934. Ele ascendeu como uma figura-chave do movimento de independência e foi repetidamente preso pela administração colonial. Seu envolvimento nos distúrbios de 9 de abril de 1938 resultou em seu exílio em Marselha durante a Segunda Guerra Mundial.
Em 1945, Bourguiba foi libertado e mudou-se para o Cairo, Egito, para buscar o apoio da Liga Árabe. Retornou ao país em 1949 e ganhou destaque como líder do movimento nacional. Embora inicialmente comprometido com negociações pacíficas com o governo francês, ele teve um papel efetivo na agitação armada que começou em 1952, quando eles provaram ser malsucedidos. Ele foi preso na ilha de La Galite por dois anos, antes de ser exilado na França. Lá, liderou negociações com o primeiro-ministro Pierre Mendès France e obteve acordos de autonomia interna em troca do fim dos distúrbios. Bourguiba voltou vitorioso para Túnis em 1 de junho de 1955, mas foi desafiado por Salah Ben Youssef na liderança do partido. Ben Youssef e seus apoiadores discordaram das políticas "suaves" de Burguiba e exigiram a independência total do Magrebe. Isso resultou em uma guerra civil que opôs os burgueses, que favoreciam uma política gradual e o modernismo, e os youssefistas, os nacionalistas árabes conservadores apoiadores de Ben Youssef. O conflito terminou com o Congresso de Sfax de 1955 em favor de Bourguiba.
Após a independência do país em 1956, Bourguiba foi nomeado primeiro-ministro pelo rei Muhammad VIII al-Amin e atuou como governante de fato antes de proclamar a República, em 25 de julho de 1957. Ele foi eleito presidente interino da Tunísia pelo parlamento até a ratificação da Constituição. Durante seu governo, ele implementou um forte sistema educacional, trabalhou no desenvolvimento da economia, apoiou a igualdade de gênero e proclamou uma política externa neutra, tornando-se uma exceção entre os líderes árabes. A principal reforma aprovada foi o Código de Estatuto Pessoal, que estabeleceu uma sociedade moderna. Ele estabeleceu um forte sistema presidencialista que se transformou em um estado de partido único de vinte anos dominado pelo seu próprio, o Partido Socialista Destouriano. Um culto à personalidade também se desenvolveu em torno dele, antes de se proclamar presidente vitalício em 1975, durante seu quarto mandato de 5 anos.

O fim de seu governo de 30 anos foi marcado por sua saúde em declínio, uma guerra de sucessão e a ascensão do clientelismo e do islamismo. Em 7 de novembro de 1987, ele foi removido do poder por seu primeiro-ministro, Zine El Abidine Ben Ali, e mantido em prisão domiciliar em uma residência em Monastir. Ele permaneceu lá até sua morte e foi enterrado em um mausoléu que ele havia construído anteriormente.